# Friedrich Schlichtegroll
Adolf Heinrich Friedrich Schlichtegroll (Waltershausen, 8 dicembre 1765 – Monaco di Baviera, 4 dicembre 1822) è stato un filologo, numismatico e giornalista tedesco noto soprattutto come il primo biografo di Mozart.

## Biografia
Studiò ai licei di Gotha e Jena e si laureò in filologia all'Università di Gottinga nel 1787. Divenne poi insegnante di tedesco, latino ed ebraico al liceo di Gotha e curò il catalogo delle stampe antiche della biblioteca ducale della città. Fu nominato bibliotecario nel 1802 e curò i primi due volumi (1804-1806) degli annali del gabinetto numismatico di Gotha (Annalen der gesamten Numismatik). Tra il 1790 e il 1806 pubblicò le raccolte annuali del Nekrolog der Deutschen, brevi biografie delle personalità del mondo germanico decedute nel corso degli anni: tra queste uscì, nel 1793, la prima biografia di Mozart compilata con l'aiuto della sorella del compositore, Nannerl; essa fu decisiva nel creare il mito del compositore austriaco.
Segretario generale dell'Accademia bavarese delle scienze dal 1807, ne divenne poi presidente (1812); ottenne il cavalierato da Massimiliano I nel 1808 e i privilegi di nobiltà ereditaria nel 1813.